# Ян Стівенсон
Я́н Пре́тімен Стівенсон (англ. Ian Pretyman Stevenson, 31 жовтня 1918 — 8 лютого 2007 р.) — канадсько-американський біохімік і психіатр. Об'єктом його досліджень була наявність у дітей інформації про життя людей, які жили до них (що, на думку Стівенсона, доводило реінкарнацію, перевтілення).

## Життєпис
Ян Стівенсон народився в Монреалі, виріс в Оттаві, один з трьох дітей в родині. Його батько, Джон Стівенсон, був шотландським адвокатом, який працював в Оттаві як канадський кореспондент лондонської газети «The Times», «The New York Times». Його мати на ім'я Рут цікавилася теософією і мала велику бібліотеку, виховала в ньому любов до книг.
Студіював медицину у Сент-Ендрюському університеті (1937—1939), але закінчив своє навчання в Канаді через початок Другої світової війни.
Здобув бакалавра в Університеті Макгілла (1942).
Здобув ступінь доктора медицини в Університеті Макгілла, медичний факультет (1943).
У 1947 р. одружився з Октавією Рейнольдс (†1983). У 1985 р. одружився з Маргарет Перцоф (*1926-†2009)
В Університеті Вірджинії (школа медицини) працював протягом п'ятдесяти років. Голова кафедри психіатрії з 1957 р. до 1967 р., професор психіатрії з 1967 р. до 2001 р., науково-дослідний професор психіатрії з 2002 р. до 2007 р..
До 2002 р. очолював Відділ перцептивних досліджень в Медичній школі Віргінського університету. Цей відділ досліджує паранормальні явища.
Стівенсон вважав, що концепція реінкарнації (перевтілення) могла б допомогти сучасній медицині зрозуміти різні аспекти розвитку людини та її поведінки, доповнюючи дані про спадковість в умовах зовнішнього середовища. Він подорожував протягом 40 років і досліджував 3000 випадків наявності у дітей інформації про життя людей, які жили раніше; це переконало його в тому, що минулі життя реальні. З погляду Стівенсона, перевтілення є виживання особистості після смерті біологічного тіла; проте Стівенсон не припускав, що таке виживання пов'язано з будь-яким фізичним процесом.

## Дослідження реінкарнацій
У своїй роботі дотримувався наступних принципів:
- дослідження проводилися в основному з дітьми від двох до чотирьох років;
- ніколи не виплачувалося грошову винагороду сім'ям, в яких була дитина, яка володіла інформацією про життя вже померлих людей;
- доведеним випадком вважався тільки той, для якого можна було отримати документальні докази подій, що відбулися в минулому житті.

У науковому товаристві реакція на роботу Стівенсона була неоднозначною. Критики поставили під сумнів його методи досліджень і висновки, які він робив, а деякі автори розцінили його підхід як «псевдонауковий». У той же час інші науковці вважали, що його робота проводилася з належною науковою строгістю.

## Праці
Був автором приблизно трьохсот статей і написав чотирнадцять книг про реінкарнацію.
- (англ.)Medical History-Taking. Paul B. Hoeber, 1960;
- (англ.)Twenty Cases Suggestive of Reincarnation. University of Virginia Press, 1966;
- (англ.)The Psychiatric Examination. Little, Brown, 1969;
- (англ.)Telepathic Impressions: A Review and Report of 35 New Cases. University Press of Virginia, 1970;
- (англ.)The Diagnostic Interview (2nd revised edition of Medical History-Taking). Harper & Row, 1971;
- (англ.)Xenoglossy: A Review and Report of A Case. University of Virginia Press, 1974;
- «Двадцять випадків передбачуваних реінкарнацій[en]», 1974[18];
- (англ.)Cases of the Reincarnation Type, Vol. I: Ten Cases in India. University of Virginia Press, 1975;
- (англ.)Cases of the Reincarnation Type, Vol. II: Ten Cases in Sri Lanka. University of Virginia Press, 1978;
- (англ.)«Діти, які пам'ятають попередні життя: пошук реінкарнацій» («Children Who Remember Previous Lives: A Quest of Reincarnation»), 1987;
- (англ.)«Реінкарнація і біологія». Reincarnation and Biology: A Contribution to the Etiology of Birthmarks and Birth Defects. Volume 1: Birthmarks. Volume 2: Birth Defects and Other Anomalies. Praeger Publishers, 1997;
- (англ.)(2000). «The Belief in Reincarnation Among the Igbo of Nigeria». Journal of Asian and African Studies 20 (1-2): 13–30. 1985. doi:10.1177/002190968502000102.
- (англ.)«Європейські випадки реінкарнації» («European Cases of the Reincarnation Type»), 2003.